# کویگلی در استرالیا
کویگلی در استرالیا (به انگلیسی: Quigley Down Under) فیلمی محصول سال ۱۹۹۰ و به کارگردانی سایمن وینسر است. در این فیلم بازیگرانی همچون تام سلک، لورا سن جاکومو، آلن ریکمن، کریس هیوود، ران هادریک، راجر وورد و بن مندلسون ایفای نقش کرده‌اند.